# Даян-Нуур
Даян-Нуур — горное пресноводное озеро в западной части Монголии в аймаке Баян-Улгий. Находится на высоте 2232,4 м над уровнем моря. Общая площадь этого озера составляла около 67 км², длина — 18 км, ширина — 9 км. Максимальная глубина озера 4 м.
Озеро примыкает северо-западной стороной к подножию покрытого ледниками горного массива Ундурхайрхан (3914 м над уровнем моря), расположенного на границе с Китаем. На берегу озера имеются небольшие участки лиственничного леса. Озеро разделяется на две акватории: северную (бо́льшую) и южную (меньшую), соединённые протокой шириной всего 100 м.
В непосредственной близости от озера Даян-Нуур расположены два меньших озера, соединённых с ним протоками: с юго-запада Хар-Нуур (2345,9 м над уровнем моря), а с юго-востока Сагсаг-Нур (2238,5 м над уровнем моря). Между озёрами Даян-Нуур и Хар-Нуур большое количество очень небольших карстовых озёр. Из Даян-Нуура вытекает река Годон-Гол.